# أحمد عاصم العينتابي
أحمد عاصم العینتابي (بالتركية: Mütercim Âsım) (1755 - 1819) كاتب أناضولي ومؤرخ عثماني. 

## حياته
هو الحاج السيد أحمد عاصم العينتابي/العيني. ولد في سنة 1755م/ 1169 في عنتاب. كان من محرري وقائع الدولة العثمانية. أخذ العلم في بلده وفي سنة 1204 هـ/ 1789 م ذهب إلى إسطنبول.
توفي سنة 1235 هـ/ 1819م.

## مؤلفاته
- تبيانِ نافع دَر ترجمه‌ی برهان قاطع: ترجمة من الفارسية لبرهان قاطع لحسين بن خلف التبريزي. ألفه سنة 1061 هـ/1650م. نقده أسد الله الغالب الدهلوي وسماه قاطع برهان، ورد عليه الشيخ رحيم وسماه ساطع برهان وتعقب عليه نجف علي خان الحجري الهندي وسماه دافع هذيان. وطبع في الهند في كلكتة.
- الأقيانوس: في ترجمة القاموس المحيط من العربية إلى التركية وهو كتاب جليل عرّف بالمقابلات اللغوية. طبع في مصر مرة وباسطنبول مرتين. كان تأليفه بعد برهان قاطع بخمس سنوات. قدمه إلى السلطان محمود الثاني فنال تقديره.